# 1970-ih
2. tisućljeće
◄ | 19. stoljeće | 20. stoljeće | 21. stoljeće | ►
◄ | 1940-ih | 1950-ih | 1960-ih | 1970-ih | 1980-ih | 1990-ih | 2000-ih | ►
1970. | 1971. | 1972. | 1973. | 1974. | 1975. | 1976. | 1977. | 1978. | 1979.

## Događaji i trendovi
- Progon hrvatskih proljećara
- Početak hip-hop kulture
- Novi val
- Kasnih 1970-ih nastao u Ujedinjenom Kraljevstvu glazbeni žanr 2 Tone (Two Tone), spajanjem elemenata ska, punk rocka, rocksteadyja, reggaea i novog vala. Ime dobio po izdavačkoj kući 2 Tone Records za koju su vremenom potpisali skoro svi sastavi koji su svirali ovu glazbu.
- Vrhunac popularnosti roots reggaea.
- Kasne 1970-te: Rast popularnosti ska glazbe u Engleskoj.
- Kulturni začetak ska punka, trećeg vala ska.

## Sport
- uspon hrvatske košarke (Split, Lokomotiva), trijumfalno desetljeće za HNK Hajduk (naslov nakon 16 godina), pojava Nizozemske na svjetskoj nogometnoj pozornici, uspon poljskog reprezentativnog nogometa,

## Svjetska politika
- mali hrvatski preporod (hrvatsko proljeće) i gušenje istog, donijet novi Ustav SFRJ po kojem republike dobivaju pravo na otcjepljenje, završen Vijetnamski rat, završila vladavina Francisca Franca u Španjolskoj, pad dinastije Pahlavi u Iranu
- Hrvatsko proljeće